# یواس‌اس کمپ (دی‌ئی-۲۵۱)
یواس‌اس کمپ (دی‌ئی-۲۵۱) (به انگلیسی: USS Camp (DE-251)) یک کشتی است که طول آن ۳۰۶ فوت (۹۳ متر) می‌باشد. این کشتی در سال ۱۹۴۳ ساخته شد.